# Farah Dustdar
Farah Dustdar (* 1948 im Iran) ist eine luxemburgische Politikwissenschaftlerin und Autorin iranischer Herkunft.

## Leben
Dustar, aus dem Iran stammend, lebt seit 1967 in Europa (Luxemburg). Sie studierte Politikwissenschaft, Soziologie und  Sozialpsychologie  an der Universität Trier. 1998/99 wurde sie bei Eckhard Jesse an der TU Chemnitz mit einer politikwissenschaftlichen Arbeit über Kants wertgebundenen Liberalismus zum Dr. phil. promoviert.
Dustar ist Herausgeberin der deutschsprachigen Zeitschrift Zeit für Geist. Sie veröffentlichte bereits in deutscher, englischer und persischer Sprache und publizierte Artikel in Periodika wie Aus Politik und Zeitgeschichte und Jahrbuch Extremismus & Demokratie.
Ihre Forschungsschwerpunkte sind Demokratie-, Frauen- und Kantforschung.

## Schriften (Auswahl)
- Die Frau und der Weltfrieden. Ansätze zu einer gewaltfreien Gesellschaft. Horizonte-Verlag, Wien 1985, ISBN 3-7049-2002-9.
- Abschied von der Macht. [Demokratie und Verantwortung] (= Fischer. 12886). Fischer Taschenbuch Verlag, Frankfurt am Main 1996, ISBN 3-596-12886-2.
- Vom Mikropluralismus zu einem makropluralistischen Politikmodell. Kants wertgebundener Liberalismus (= Beiträge zur politischen Wissenschaft. Bd. 115). Duncker und Humblot, Berlin 2000, ISBN 3-428-09997-4.
- Frauenpolitik. Die Herausforderung einer Kultur des Friedens (= Edition Carmel). Baháʾí-Verlag, Hofheim 2002, ISBN 3-87037-371-7.